# Obsession (film 1998)
(Dai dialoghi del film)
Obsession (Hush) è un film thriller del 1998 diretto da Jonathan Darby, e interpretato dal Gwyneth Paltrow e Jessica Lange.

## Trama
Martha Baring è una vedova ancora piacente che alleva cavalli nella sua tenuta, morbosamente legata all'unico figlio, Jackson, che lavora a New York ed ha davanti a sé un futuro brillante. Ma, quando il figlio torna in Kentucky per le vacanze di Natale, si presenta con la futura moglie Helen, che è incinta. Martha si finge contenta, ma in realtà vede in Helen una minaccia per i suoi scopi e per il futuro del figlio, per il quale nutre un sentimento morboso.
Al matrimonio, Helen incontra l'anziana nonna paterna. Questa le fa capire che i timori di Jackson di aver causato la morte del padre sono infondati. Jackson rifiuta di avere contatti con la nonna paterna perché disprezza il proprio padre: quando aveva sette anni, Jackson aveva tentato di fermare il padre, che stava abbandonando la famiglia per andare dall'amante, ed è convinto di averne provocato la morte in quel frangente.
Martha inizia una guerra di nervi contro Helen, vessandola con ogni sorta di angherie e manipolando la realtà, al fine di seminar zizzania nella coppia. Helen preferisce tornare nella loro casa in città, a New York, e convince il marito a partire. Però, giunti lì, un uomo la aggredisce ferendola e le ruba il medaglione, un caro ricordo di famiglia. Decidono quindi di tornare in campagna da Martha.
Lì Helen scopre una stanza, arredata a sua insaputa per il neonato che sta per nascere: ritrova il gioiello che le era stato rubato e capisce la macchinazione della suocera per avere figlio e nipote tutti per sé. Helen tenta di fuggire, ma è troppo tardi: approfittando dell'assenza del figlio, che crede a ogni sua parola, la suocera fa ingerire alla futura mamma dell'ossitocina per provocare il parto, che così avviene nella casa di campagna senza l'aiuto di medici.
La suocera s'impadronisce del bambino, iniziando ad accudirlo come faceva con il proprio figlio. Tenta di eliminare Helen con iniezioni di morfina, ma improvvisamente ritorna Jackson, preoccupato perché non era riuscito a parlare al telefono con Helen (a causa di un'altra manipolazione di Martha). Dopo vent'anni, l'uomo capisce che sua madre gli aveva inculcato false memorie: in realtà suo padre era stato ucciso da lei, che voleva portarsi in casa l'amante, uno stalliere, lo stesso uomo che aveva assoldato per aggredire Helen e per fargli rubare il gioiello. Riesce a superare l'alienazione genitoriale e finalmente rimane con la sua nuova famiglia.